# پوشش نفوذگر کریستال‌شونده
پوشش نفوذگر کریستال شونده در حال حاضر بتن مهم‌ترین و پرمصرف‌ترین ماده در سازه‌های مدرن و مهندسی عمران است. اکثر سدها، تونل‌ها، کانال‌ها، پل‌ها، پایل‌ها، خطوط لول هف سقف‌ها، جاده‌ها، مخازن، استخرها، سکوها و ساختمان‌ها و… بتنی است. بتن علی‌رغم استحکام ذاتی، به دلیل معایبی چون ضعف در آب‌بندی، مقاومت شیمیایی پایین، مقاومت کم در برابر ضربه، تخلخل ذاتی، انعطاف‌پذیری محدود، مقاومت سایشی ضعیف و… نیازمند محافظت و تقویت است.
در شرایط کاربری، شرایط محیطی مختلف یا تحت تأثیر بارهای تحمیلی، تنش‌های گوناگون به صور مختلف به سازه بتنی وارد می‌شود. بر اساس طبیعت حملات و فاکتورهای موجود، عوامل مخرب به سه دسته تأثیرات فیزیکی، شیمیایی و مکانیکی تقسیم می‌شوند. تأثیرات شیمیایی و فیزیکی می‌توانند منجر به آسیب‌هایی گردند که از آن به خوردگی بتن یاد می‌شود و تأثیرات مکانیکی منجر به پدیده‌هایی چون فرسودگی و پارگی و گسیختگی می‌گردند که به نوبه خود نامطلوب و نیازمند ترمیم هستند.
تحمیل هزینه‌های هنگفت جهت رفع نقایص فوق و حتی تعویض بخش‌هایی از سازه و همچنین لزوم حفظ و نگهداری منابع اولیه، دلایل اصلی بر لزوم ارائه راهکار در ترمیم، محافظت و آب‌بندی سازه‌های بتنی محسوب می‌گردد. درکلیه این موارد، بالا بردن مقاومت بتن با استفاده از افزودنی‌های خاص یا تغییر نسبت اختلاط بتن، استفاده از سیمان‌های مقاوم در برابر سولفوناتها، افزایش حجم منافذ بتن با استفاده از افزودنی‌های خاص و ایجاد حباب‌های ریز هوا در عمق بتن به جهت ممانعت از یخ زدگی بتن، اعمال پوشش مناسب و مقاوم در برابر حملات شیمیایی، تولید بتن متراکم تر و نفوذناپذیر تر، اعمال پوشش‌های ضد ضربه و ضد سایش به جهت محافظت از سطوح بتنی، استفاده از جایگزین‌های سیمان، کاهش نسبت آب به سیمان، تأمین روکش بتنی به حد کافی در اطراف آرماتورها، رعایت کامل شرایط لازم جهت بتن و مراحل بتن ریزی، محافظت کافی و… همگی از جمله راهکارهای مؤثر پیشگیری از تخریبات ناشی از عوامل مخرب می‌باشند.
مواد نفوذگر و کریستال شونده با قابلیت واکنش اجزا تشکیل دهنده با رطوبت و اجزای بتن، تشکیل کریستال‌های نا محلول و ایجاد ساختار یکپارچه با بتن و متعاقب آن نفوذ در عمق بتن و آب‌بندی و محافظت داخلی، به عنوان یکی از مؤثرترین سیستم‌های آب‌بندی و محافظت سازه‌های بتنی به حساب می‌آیند. این مواد تأثیر منفی عوامل مخرب بتن را به حداقل رسانده، عمر سازه بتنی را افزایش داده و هزینه تعمیرات و نگهداری سازه‌ها به میزان قابل توجهی افزایش می‌دهند. در این مقاله بر نحوه عملکرد مواد نفوذگر کریستال شونده به عنوان افزودنی در طرح اختلاط بتن یا به عنوان پوشش بر روی سطح بتن ساخته شده قدیمی ی سخت شده جدید تمرکز شده و نقش پررنگ آن‌ها در ممانعت از تخریب سازه‌های بتنی بررسی می‌گردد.

## بتن
ساختار بتن متشکل از سنگدانه، سیمان و آب است. زمانیکه ذرات سیمان در واکنش با آب اختلاط هیدراته می‌شوند تشکیل سیلیکات کلسیم می‌دهند. این ترکیب سپس سخت شده و به شکل توده صخره‌ای در می‌آید. بتن یک ماده پایه آبی است جهت کارایی بهتر بتن، سهولت بتن ریزی و تحکیم آن، به میزان آبی بیشتر از آب لازم جهت هیدراسیون نیاز است. این آب اضافی در توده بتن باقی‌مانده و به مرور تبخیر می‌شود. در اثر این تبخیر، مجراها و منافذ مویین در بتن باقی می‌ماند که مهم‌ترین علت متخلخل و نفوذپذیر بودن بتن محسوب می‌شود. منافذ، سوراخ‌ها، لوله‌های مویین و تخلخل‌ها در بتن سخت نیز باقی‌مانده و مسیر ورود و نفوذ آب و مواد شیمیایی خورنده به بتن را بازمی‌گذارند. هر چه این منافذ متصل تر باشند بتن نفوذ پذیر تر است. آب اضافی همچنین منجر به افزایش میزان ترک‌های جمع شدگی می‌گردد. این ترک‌ها خود مسیر عبور آب و مواد شیمیایی هستند. ترک‌های عمیقتر سریعتر به خوردگی آرماتورها منتهی می‌شوند.
به منظور کاهش میزان آب در مخلوط بتن می‌توان از روان‌کننده‌ها استفاده نمود، هر چند منافذ مویینه، تخلخل‌ها و سوراخ‌ها در بتن کماکان باقی می‌مانند و راه ورود مواد شیمیایی خورنده بتن را بازمی‌گذارند.
وجود این منافذ در بتن منجر به خوردگی آرماتورهای تقویت‌کننده بتن، تخریب بتن و نتیجتاً به خطر افتادن کمال و یکپارچگی سازه می‌گردد. به منظور کاهش میزان آب در مخلوط بتن می‌توان از روان‌کننده‌ها استفاده نمود، هر چند منافذ مویینه، تخلخل‌ها و سوراخ‌ها در بتن کماکان باقی می‌مانند ولیکن ابعاد آن‌ها کاهش می‌یابد اما راه ورود آب، املاح و مواد شیمیایی خورنده به بتن به دلیل مسدود نشدن منافذ همچنان وجود دارد و استفاده از مواد فوق روان‌کننده به تنهایی به هیچ وجه بتن را آب‌بند نخواهد کرد. جز مهم در بتن‌های مسلح، فولاد است. ارماتورهای تقویت‌کننده به منظور مقابله با تنش‌های کششی ناشی از بارهای اعمال شده به سازه در مقاطع بتنی استفاده می‌شوند. در اینگونه سازه‌ها مقاومت فشاری بالای بتن در تکامل با مقاومت کششی خوب فولاد قرار گرفته و امکان افزایش ظرفیت باربری سازه را به وجود می‌آورد.

## طبیعت متخلخل و نفوذپذیر بتن
بتن یک ماده متخلخل و نفوذپذیر است. تخلخل به میزان سوراخ‌ها و منافذ باقی‌مانده در بتن بر می‌گردد و به عنوان درصدی از حجم کل تعریف می‌شود. نفوذپذیری به میزان ارتباط منافذ مرتبط است. این موارد راه را برای حرکت آب در داخل بتن باز می‌کنند. همچنین ترک‌های حاصل از جمع شدگی نیز مسیر مناسبی برای حرکت آب به داخل بتن هستند. نفوذپذیری مبحثی مفصل تر از تخلخل است. نفوذپذیری یعنی امکان جریان آب مایع تحت فشار در ماده متخلخل. نفوذپذیری با کمیتی بنام ضریب نفوذپذیری تعریف می‌شود. میزان نفوذپذیری ترکیب بتن شاخص خوبی برای تعیین کیفیت و دوام بتن است. هر چه ضریب نفوذپذیری کمتر باشد، بتن نفوذناپذیر تر بوده و نتیجتاً کیفیت آن بالاتر است. گرچه ممکن است بتنی از نفوذپذیری کم و نتیجتاً دوام نسبی برخوردار باشد، اما کماکان به عامل آب‌بندکننده جهت ممانعت از تراوش و نشتی از میان ترک‌ها نیازمند است.
با وجود دانسیته ظاهری، بتن ماده‌ای متخلخل و نفوذپذیر است که در اثر نشتی، به سرعت در معرض آب و مواد شیمیایی خورنده چون دی‌اکسید کربن، کلرایدها، سولفات‌ها و… تخریب می‌شود.

## تخریب بتن
عموماً عمرمفید سازه بتنی به سرعت خوردگی میلگردهای تقویت‌کننده و سرعت تخریب مستقیم بتن وابسته است. خوردگی آرماتورها معمولاً در اثر نفوذ یون کلراید و دی‌اکسید کربن اتفاق می‌افتد. آسیب‌های مکانیکی، فیزیکی و شیمیایی منجر به تخریب مستقیم بتن می‌گردد.
عوامل اصلی آسیب بتن عبارتند از وجود آب اضافی در ترکیب بتن، طرح اختلاط نامناسب، استفاده از سیمان یا سنگدانه‌های آلوده و بی کیفیت، استفاده از آب آلوده، ویبراسیون نامناسب، کیورینگ ناکافی، طراحی نامناسب درزهای انبساط و اجرایی، پوشش بتنی ناکافی بر روی آرماتورها، کرمو شدگی، سیکل‌های یخ و ذوب، بارگذاری بیش از ظرفیت، قرارگیری در معرض اسید، حملات سولفاتی، واکنش‌های قلیایی سنگدانه‌ها و…
این عوامل منجر به آسیبهایی چون ترک خوردگی، سایش و فرسایش، تخریب سولفاتی، کاویتاسیون، خوردگی آرماتورها، کربناسیون، جداشدگی لایه‌ها، شوره زدگی، نشتی و… در بتن می‌شوند.
دستاورد محققان دانشگاه تهران
عرضه نانو عایق ضد اشعه و رطوبت برای سازه ها/ دفع ۹۰ درصدی اشعه خورشید
پژوهشگران پارک فناوری دانشگاه تهران نانو عایق با عمر مفید ۲۰ سال را تولید کردند که سازه را در برابر رطوبت مقاوم و قادر است ۹۰ درصد اشعه خورشید را دفع کند.
نورمحمد رشیدی نیا- مجری طرح در گفتگو با خبرنگار مهر با بیان اینکه این عایق‌ها از نوع عایق‌های نانو پلیمری هستند، گفت: عایق نانو پلیمری تولید شده علاوه بر آنکه جلوی نفوذ آب را می‌گیرد، سطح را آب گریز می‌کند که این امر موجب افزایش عمر سازه می‌شود.
وی با بیان اینکه در بازار مشابه این عایق‌ها وجود دارد، اظهار داشت: این عایق‌ها دارای ضعف‌هایی هستند که در عایق نانو پلیمری تولید شده این ضعف‌ها برطرف شده‌است.
رشیدی نیا با اشاره به مزایای عایق‌های تولید شده، یادآور شد: عایق‌های نانو پلیمر در برابر سرما و گرمای شدید مقاوم هستند به این معنا که این عایق‌ها در سرمای منهای ۵۰ درجه سانتیگراد انعطاف خود را دارند و قادر به تحمل گرمای ۱۵۰ درجه سانتیگراد هستند.
مجری طرح نانو ذرات استفاده شده در این عایق را نانو ذرات سیلیکون دانست و یادآور شد: این نانو ذرات به پلیمر این عایق اضافه شده‌است.
وی با اشاره به مزایای استفاده از این عایق خاطر نشان کرد: عایق تولید شده ضمن آنکه ضد رطوبت است، عایق حرارت نیز هست و حداقل ۵۰ درصد از هدر رفت گرما جلوگیری می‌کند.
رشیدنیا ضد اشعه را از دیگر مزایای این عایق نام برد و اضافه کرد: عایق‌های تولید شده قادر به برگرداندن ۹۰ درصد اشعه خورشید است.
این محقق عمر مفید عایق نانو پلیمر را ۲۰ سال ذکر کرد و افزود: این عایق کاملاً بی‌رنگ است که با ترکیب مواد رنگی می‌توان آن را به رنگ‌های مختلفی تولید کرد.

## عملکرد مواد نفوذگر کریستال شونده
مواد نفوذگر کریستال شونده بر پایه مواد سیمانی و مواد شیمیایی واکنش پذیر است. این مواد با ایجاد واکنش شیمیایی، بتن را از عمق آب‌بندی می‌نماید. تأثیر آب‌بندی ناشی از دو واکنش ساده است، واکنش شیمیایی و واکنش فیزیکی. بتن طبیعت شیمیایی دارد. زمانیکه ذرات سیمان هیدراته می‌شوندواکنش بین سیمان و آب منجر به سخت شدن بتن و تشکیل توده صلب می‌شود همچنین این واکنش محصولات فرعی تولید می‌نماید که به صورت آهک آزاد ۳٫۵ درصد وزنی بتن را شامل می‌شوند، در منافذ موجود هستندو در حالت سکون در بتن می‌مانند.
آب‌بندی کریستالی دسته دیگری از مواد شیمیایی را به بتن می‌افزاید. زمانیکه مواد نفوذگر کریستال شونده در تماس با بتن قرار می‌گیرند، عوامل فعال آن‌ها شروع به نفوذ در منافذ مویین بتن نموده و فرایند انتشار اتفاق می‌افتد. تئوری پشت انتشار، مهاجرت محلول با دانسیته بالاتر به سمت محلول با دانسیته پایین‌تر تا زمان تعدیل است؛ بنابراین زمانی که بتن پیش از اعمال سیستم آب‌بندی با آب اشباع است یک محلول با دانسیته شیمیایی پایین نیز اعمال می‌شود. زمانیکه آب‌بندی کریستالی بر بتن اعمال می‌شود، محلول با دانسیته بالا در سطح تشکیل می‌شود و فرایند انتشار شیمیایی را راه‌اندازی می‌کند. مواد شیمیایی آب‌بندی کریستالی باید به سمت آب مهاجرت نمایند تا محلول تعدیل شود.
مواد شیمیایی آب‌بندی کریستالی در بتن پخش می‌شوند و در دسترس محصول جانبی هیدراسیون بتن قرار گرفته و به واکنش شیمیایی اجازه وقوع می‌دهند. وقتی این دو گروه مواد شیمیایی محصول جانبی هیدراسیون سیمان و مواد کریستالی در حضور رطوبت در کنار هم قرار می‌گیرند، واکنش شیمیایی اتفاق می‌افتد. در اثر این واکنش میلیون‌ها کریستال نامحلول تشکیل شده و لوله‌های مویین، ترک‌ها و منافذ را مسدود می‌کنند. تشکیل این ساختار کریستالی تنها با حضور رطوبت اتفاق می‌افتد و لذا در منافذ، مجرای موئینه و ترک‌های حاصل از جمع شدگی تشکیل می‌شود. با ورود آب، آب‌بندی کریستالی شکل می‌گیرد و سوراخ‌ها، ترک‌ها و منافذ را آب‌بند می‌کند. مواد نفوذگر کریستال شونده به صورت یکپارچه با بتن درآمده و بتن را جزیی از سیستم آب‌بندی می‌کنند. ساختار کریستالی تشکیل شده و با ادامه انتقال مواد شیمیایی به آب این رشته کریستالی بلندتر می‌شود. واکنش تا اتمام مواد کریستالی یا آب ادامه می‌یابد.
مواد کریستال شونده به صور مختلف قابل مصرف هستند. فرم مایع آن به عنوان افزودنی آب‌بندکننده بتن استفاده شده و به مخلوط بتن در حین پروسه بچینگ یا به تراک مجهز در سایت افزوده می‌شود. فرم پودری آن به صورت پاشش خشک بر سطوح بتنی افقی تازه یا به صورت مخلوط با آب به عنوان پوشش بر سطوح بتنی قدیمی و جدید اعم از افقی یا عمودی قابل مصرف است. به دلیل مقاومت بالای این سیستم‌ها در برابر فشار هیدرواستاتیک مثبت و منفی، سیستم آب‌بندی نفوذگر کریستال شونده مطمئن‌ترین سیستم در آب‌بندی و محافظت مخازن آب، تصفیه خانه‌های فاضلاب، تونلها، منهولها، چاله شیرها، سازه‌های زیرزمینی، دیوارهای حائل و… می‌باشند.
تکنولوژی کریستال شونده دوام و کارایی سازه‌های بتنی را افزایش داده، هزینه‌های تعمیرات را کاهش می‌دهد و از بتن در برابر تأثیر عوامل شیمیایی خورنده محافظت می‌نماید.
خواص آب‌بندی حاصل از مواد نفوذگر کریستال شونده دائمی است. به دلیل اینکه تشکیل کریستال‌ها در داخل بتن صورت می‌گیرد و در سطح وجود ندارد، امکان سوراخ شدن و تخریب آن مانند غشاها و سیستم‌های آب‌بندی سطحی منتفی است؛ لذا حتی در صورت برداشته شدن لایه، سیستم آب‌بندی مختل نمی‌شود. آب‌بندی کریستالی کاملاً با بتن سازگار بوده، چسبندگی عالی به بتن ایجاد می‌نماید، مقاومت بتن را در برابر سیکل‌های ذوب و یخ افزایش می‌دهد و به جهت کاهش انتشار یون کلراید، میلگردهای فولادی را در برابر خوردگی محافظت می‌نماید.
علی‌رغم اینکه سیستم‌های نفوذگر کریستال شونده نفوذ آب را از طریق منافذ مویین مسدود می‌کنند، به بتن اجازه تنفس داده و به کیورینگ و کسب مقاومت بتن کمک می‌کنند. از مهم‌ترین مزایای سیستم آب‌بندی کریستالی خاصیت خود ترمیم شوندگی آن است. این سیستم قادر است ترک‌های مویین استاتیک حاصل از جمع شدگی را تا عرض ۰٫۴ میلی‌متر با تشکیل نانو کریستال ترمیم نماید و مانع عبور آب از این ترک‌ها گردد.

## ممانعت از تخریب بتن با استفاده از تکنولوژی‌های کریستالی
با استفاده از موا نفوذگر کریستال شونده می‌توان از بتن در برابر آسیب‌های بسیاری محافظت نمود و بر عوامل مخرب زیادی غلبه نمود. از جمله مواردی که می‌توان از این تکنولوژی در مقابله با عوامل مخرب استفاده نمودعبارتند از
- آب مازاد اختلاط

استفاده آب بیش از حد مجاز در ساخت بتن منجر به آسیب‌های جدی چون کاهش مقاومت فشاری، افزایش ترک‌های ناشی از جمع شدگی، افزایش میزان تخلخل و ضعف آب‌بندی، کاهش مقاومت در برابر سایش و فرسایش و کاهش دوام می‌شود. آب مازاد اختلاط که بیش از آب مورد نیاز برای فرایند هیدراسیون است، منافذ و مسیرهای مویینه در بتن باقی می‌گذارند که نهایتاً مسیر ورود آب و مواد شیمیایی به بتن خواهند بود. نفوذ آب و مواد شیمیایی چون کلرایدها، سولفات‌ها و دی‌اکسید کربن منجر به تخریب بتن به مرور زمان می‌شوند.
سیستم نفوذگر کریستال شونده با تشکیل کریستال‌های نامحلول سوراخ‌ها و منافذ را مسدود کرده و ترک‌ها را طی فرایند خود ترمیم شوندگی پر می‌کنند. کریستال‌ها در کلیه مسیرهای آب تشکیل می‌شوندو با ایجاد ساختار شبکه‌ای و متراکم در توده بتن آن را نفوذناپذیر می‌نمایند.
- کاور بتنی ناکافی

قرار گرفتن آرماتورهای تقویت‌کننده فلزی در فاصله نزدیک از سطح خارجی بتن منجر به ترک خوردگی، تخریب در اثر سیکل‌های یخ و ذوب و خوردگی آرماتورها می‌شود. زمانیکه کاور بتنی روی آرماتورها کافی نباشد، شبکه‌های فلزی در معرض خوردگی و زنگ زدایی قرار می‌گیرند. از آنجاییکه سرعت انبساط و انقباض فلز تحت تأثیر تغییرات دمایی، با بتن متمایز است، انبساط فلز باعث ایجاد نیروهای داخلی در بتن می‌شود. زمانیکه این نیروها از مقاومت کششی بتن بیشتر می‌شوند بتن ترک می‌خورد. همچنین در بتن‌های نفوذپذیر با کاور ناکافی، آب و مواد شیمیایی خورنده به راحتی به بتن نفوذ کرده و به شبکه آرماتورها دسترسی می‌یابند. وقتی فلز در معرض محیط خورنده قرار می‌گیرد، خوردگی اتفاق می‌افتد و ترک خوردگی یکی از عواقب آن است. سیستم آب‌بندی کریستال شونده می‌تواند تأثیر منفی کاور ناکافی را تا حد زیادی خنثی نماید. این سیستم در برابر نفوذ آب و مواد شیمیایی بداخل بتن مقاومت کرده و دسترسی آن‌ها را به آرماتورهای تقویت‌کننده محدود می‌نماید. همچنین در صورت مصرف این سیستم، ترک‌های مویین، ترمیم شده و مسیر عبور آب و فاکتورهای مخرب مسدود می‌گردد.
- عیوب ساخت

مشکلات نازک کاری و عملیات تکمیلی، کرموشدگی، نقایص مربوط به قالب بندی در این دسته قرار می‌گیرند. کرموشدگی‌ها نواحی از بین بتن هستند که منافذ و سوراخ‌هایی در آن‌ها باقی مانده‌است. زمانیکه خمیر سیمان نتواند فواصل اطراف سنگدانه‌های درشت را پر کند، این معضل اتفاق می‌افتد.
مشکلا نازک کاری و عملیات تکمیلی معمولاً سطوح متخلخل و نفوذپذیر و کم دوامی ایجاد می‌نماید.
استفاده از ملات‌های ترمیمی مرسوم معمولاً چسبندگی مناسبی را با سطح بتن برقرار نمی‌نماید و به جهت بروز رفتارهای فیزیکی متفاوت با بتن اصلی تحت اثر تنش و سیکل‌های حرارتی، معمولاً دچار جداشدگی می‌گردند. برخلاف ملات‌های مرسوم، مواد کریستالی را می‌توان بر این نواقص پس از برداشت لایه‌های سست اعمال نمود. این مواد چسبندگی بسیار بالایی را با سطح بتن اصلی برقرار نموده و دچار جداشدگی نمی‌گردند.
- خوردگی آرماتورهای فولادی

بتن سخت شده از مقاومت فشاری خوبی برخوردار است، اما مقاومت کششی ضعیفی دارد. استفاده از آرماتورهای تقویت‌کننده در بتن، امکان بارگذاری در سازه‌ها را مهیا می‌نماید.
عمر مفید سازه بتنی تقویت شده، ارتباط مستقیم با سرعت خوردگی آرماتورهای فلزی دارد. زمانیکه آرماتور فلزی در معرض المان‌های خورنده قرار می‌گیرد، دچار خوردگی می‌شود. بتن شدیداً قلیایی است. این قلیائیت منجر به تشکیل لایه تأثیرناپذیر بر سطح فلز می‌شود که آن را در برابر خوردگی محافظت می‌کند. این لایه تنها در PH بالای ۱۲٫۵ دوام می‌یابد و با کاهش PH از بین می‌رود. این کاهش PH در اثر ورود آب و المان‌های مهاجم بداخل منافذ و ترک‌های بتن اتفاق می‌افتد. با تخریب لایه پسیو، خوردگی اتفاق افتاده و اکسید آهن شکل می‌گیرد. محصولات خوردگی حجمی بالاتر از فلز اولیه دارند و نتیجتاً به فضای بیشتری نیازمندند. این امر منجر به ایجاد فشارهای داخلی بیش از مقاومت کششی بتن شده و ایجاد ترک می‌کند. ترک‌های بیشتر و جداشدگی لایه‌ها، خوردگی را تسریع کرده و شرایط را وخیم تر می‌کنند.
مهم‌ترین دلایل خوردگی آرماتورها عبارتند از:
وجود ترک در بتن و نفوذ یون کلراید، دی‌اکسید کربن، سولفات و همچنین سیکل‌های یخ و ذوب، واکنش قلیایی سنگدانه‌ها و قرار گرفتن در معرض اسیدها. در نتیجه پاشش نمک‌های یخ زدایی کلرید کلسیم و کلرید سدیم و همچنین در صورت وجود کلراید در سنگدانه‌های طبیعی یا آب اختلاط یا قرار گرفتن در محیط دریایی یا استفاده از افزودنی‌های تسریع‌کننده هیدراسیون حاوی کلراید، بتن در معرض حمله کلرایدها قرار می‌گیرد.
دی‌اکسید کربن در هوا وجود داشتهاز طریق منافذ حاوی هوا به داخل بتن نفوذ می‌کند. دی‌اکسید کربن با هیدروکسید کلسیم واکنش داده و PH عادی بتن را کاهش می‌دهد. طی این فرایند کربناسیون اتفاق می‌افتد که لایه‌های سطحی بتن را نرم می‌کند. هر دو یون‌های کلراید و دی‌اکسید کربن از طریق منافذ بتن نفوذ می‌کنند؛ لذا محدود نمودن و مسدود کردن منافذ راه منطقی جهت ممانعت از بروز این معضلات خواهد بود. با استفاده از تکنولوژی کریستالی، کریستال‌ها در منافذ و لوله‌های مویین تشکیل می‌شوند و تخلخل بتن را کاهش می‌دهند. این آب‌بندی دائمی راه‌های ورود یون‌های کلراید و دی‌اکسید کربن را مسدود می‌نماید. از آنجا که انتشار دی‌اکسید کربن از طریق منافذ حاوی هوا وانتشار یون‌های کلراید از طریق منافذ حاوی آب صورت می‌گیرد لذا مسدود شدن منافذ، فرایند انتشار را متوقف می‌کند. مواد نفوذگر کریستال شونده تأثیر گازهای دی‌اکسید کربن، مونوکسید کربن، دی‌اکسید گوگرد و دی‌اکسید نیتروژن را که منجر به کربناسیون می‌شوند محدود می‌نماید.
سازه‌های بتنی که با سیستم کریستالی محافظت شده‌اند از انتشار کلرایدها ممانعت می‌نمایند. این امر موجب محافظت آرماتورهای تقویت‌کننده فولادی و ممانعت از تخریب‌های ناشی از آن است. همچنین این سیستم‌ها خود فاقد کلراید هستند و به عنوان منبع تأمین کلراید عمل نمی‌کنند.
- سیکل‌های ذوب و یخ

زمانی که آب حبس شده در بتن منجمد می‌شود، تا حدود ۱۵٪ انبساط حجمی می‌یابد. این انبساط فشارهای داخلی در بتن ایجاد می‌کند. زمانیکه این نیروهای داخلی از مقاومت کششی بتن بیشتر می‌شود، شکست و ترک اتفاق می‌افتد. تخریب ناشی از سیکلهای یخ و ذوب زمانی اتفاق می‌افتد که بتن در حالت اشباع قرار دارد. این امر ارتباط مستقیم با تخلخل بتن دارد؛ لذا کاهش جذب آب در بتن را در برابر سیکلهای ذوب و یخ محافظت می‌نماید.
سیستم نفوذگر کریستالی، آب‌بندی یکپارچه دائمی تأمین می‌نماید که منافذ بتن را مسدود کرده و جذب آب را از هر دو جهت مثبت و منفی محدود می‌کند. وقتی بتن به حالت اشباع در نیامده و تخریب ناشی از سیکل‌های یخ و ذوب نیز در آن اتفاق نمی‌افتد.
- واکنش قلیایی سنگدانه

سنگدانه‌های حاوی سیلیکا و مواد سیلیسی، به جهت محتوی سیلیکای بالا با یونهای قلیایی در سیمان پرتلند هیدروکسیدهای کلسیم، سدیم و پتاسیم وارد واکنش می‌شوند. بسته به محتوی قلیایی سیمان، PH حدود ۱۲٫۵ تا ۱۳٫۵ خواهد بود. سنگ‌های اسیدی در این محیط شدیداً قلیایی استوار نمی‌مانند. در طی زمان نسبتاً طولانی، در اطراف سنگدانه‌های واکنش پذیر ژلی تشکیل می‌شودکه در حضور آب و رطوبت، متحمل انبساط شدید می‌شود. انبساط و ترک خوردگی در اطراف قطعات سنگدانه اتفاق می‌افتد. محدود کردن یا به تأخیر انداختن واکنش قلیایی سنگدانه‌ها به طریقی با استفاده از تکنولوژی کریستالی میسر است. نگهداشتن بتن در محیط خشک منجر به کاهش سرعت انبساط ژل می‌شود. از آنجائیکه شرط لازم برای انبساط ژل حضور رطوبت است، حذف رطوبت با مسدود نمودن منافذ بتن، از انبساط ژل و آسیبهای ناشی از آن ممانعت می‌نماید. آب‌بندی کریستالی، بتن را در برابر واکنشهای قلیایی سنگدانه‌ها محافظت می‌نماید.
- ترک خوردگی

ترک در اثر عوامل مختلفی ایجاد می‌شود. دو نوع اصلی ترک عبارتند از ترکهای سازه‌ای و ترکهای غیر سازه‌ای. ترکهای سازه‌ای با بارهای زنده و مرده حادث می‌شوند. ترکهای غیر سازه‌ای در اثر جمع شدگی و انقباض بتن در حین کیورینگ، گرادیانهای دمایی و انبساط و انقباض حرارتی تولید می‌شوند. ترکهای غیر سازه‌ای توانایی سازه را در تحمل بار تحت تأثیر قرار نمی‌دهند و معمولاً چندان عمیق نمی‌شوند. اما می‌توانند منجر به سایر تخریبهای بتن شوند. تکنولوژی کریستالی در مورد ترکهای سازه‌ای حرف چندانی برای گفتن ندارد، اما استفاده از آن می‌تواند تأثیر منفی ترکهای غیر سازه‌ای را در بسیاری موارد کاهش دهد یا خنثی نماید.
کلیه بتن‌های ساخته شده با سیستم‌های پرتلند، در طی فرایند هیدراسیون و کیورینگ مقداری جمع شدگی را تجربه می‌کنند. این انقباض منجر به بروز ترک‌های جمع شدگی موئین در انواع مختلف می‌شود. همچنین زمانیکه بتن تازه در معرض تبخیر شدید آب قرار می‌گیرد، بتن دچار ترک می‌شود. مواد نفوذگر کریستال شونده از دو جهت بروز و رشد این ترک‌ها را محدود می‌نمایند
این مواد با تشکیل نانو کریستال در ترکها، آن‌ها را مسدود کرده و از جریان آب به داخل آن‌ها ممانعت می‌نمایند. خاصیت خود ترمیم شوندگی مواد کریستال شونده، ترکهای حاصل از جمع شدگی تا عرض ۰٫۴ میلیمتر را ترمیم می‌نماید.
مواد نفوذگر کریستال شونده، برای شروع واکنش خود مقداری از آب اختلاط را مصرف نموده و از تبخیر سریع آب جلوگیری می‌نمایند. این امر منجر به کیورینگ بهتر بتن شده و از تشکیل ترک‌ها تا حد زیادی ممانعت می‌نماید.